# Västra Kroktjärnen, Härjedalen
Västra Kroktjärnen är en sjö i Härjedalens kommun i Härjedalen och ingår i Ljusnans huvudavrinningsområde. Sjön har en area på 0,256 kvadratkilometer och ligger 900 meter över havet.

## Delavrinningsområde
Västra Kroktjärnen ingår i det delavrinningsområde (695272-131587) som SMHI kallar för Inloppet i Stor-Glän. Medelhöjden är 937 meter över havet och ytan är 16,84 kvadratkilometer. Räknas de 5 avrinningsområdena uppströms in blir den ackumulerade arean 43,74 kvadratkilometer. Tännån som avvattnar avrinningsområdet har biflödesordning 2, vilket innebär att vattnet flödar genom totalt 2 vattendrag innan det når havet efter 422 kilometer. Avrinningsområdet består mestadels av skog (17 procent) och kalfjäll (79 procent). Avrinningsområdet har 0,26 kvadratkilometer vattenytor vilket ger det en sjöprocent på 1,5 procent.